# Amerikaanse congresverkiezingen 2016
De Amerikaanse congresverkiezingen van 2016 werden gehouden op 8 november 2016. Het zijn verkiezingen voor het Amerikaans Congres. In totaal werden alle 435 leden van het Amerikaans Huis van Afgevaardigden gekozen, en 1/3 van de Amerikaanse Senaat (de Class II senatoren). De verkiezingen vonden plaats op dezelfde dag als de presidentsverkiezing, waarbij Barack Obama werd opgevolgd door Donald Trump.
In beide kamers wonnen de Democraten zetels, maar behielden de Republikeinen hun meerderheid.

## Verkiezingen in het Huis van Afgevaardigden
Alle 435 zetels werden herkozen. 18 Democraten en 25 Republikeinen stelden zich niet meer herverkiesbaar. 2 Democraten en 3 Republikeinen verloren hun herverkiezing in de voorverkiezingen, en 2 Democraten en 6 Republikeinen verloren hun herverkiezing in de algemene verkiezingen. Een van deze laatste twee Democraten verloor zijn herverkiezing aan een partijgenoot (Mike Honda aan Ro Khanna).

### Samenstelling
| Partij               | Zittend | Verkozen |
| -------------------- | ------- | -------- |
| Republikeinse Partij | 246     | 241      |
| Democratische Partij | 186     | 194      |

## Verkiezingen in de Senaat
De gekozen Class III senatoren zullen een termijn van 6 jaar uitzitten, namelijk van januari 2017 tot en met januari 2023.
Twee zittende senatoren verloren hun zetel, namelijk de Republikeinen Kelly Ayotte van New Hampshire en Mark Kirk van Illinois, aan respectievelijk Democraten Maggie Hassan en Tammy Duckworth. Hierdoor verkleinde de Republikeinse meerderheid van 53 naar 51 zetels.

### Samenstelling
| Partij               | Zittend | Verkozen |
| -------------------- | ------- | -------- |
| Republikeinse Partij | 54      | 52       |
| Democratische Partij | 44      | 46       |